# Léopold Gernaey
Léopold „Pol“ Andries Gernaey (* 25. Februar 1927 in Gistel, Belgien; † 4. August 2005) war ein belgischer Fußballtorhüter.

## Karriere
„Pol“ Gernaey begann seine Karriere im Alter von 16 Jahren bei seinem Heimatverein KEG Gistel. 1947 wechselte er zu AS Ostende, wo er bis 1958 spielte. Von 1958 bis 1961 war Gernaey für Beerschot VAC aktiv.
Von 1953 bis 1957 absolvierte Gernaey 17 Länderspiele im Tor der belgischen Nationalmannschaft. Er nahm an der Fußball-Weltmeisterschaft 1954 in der Schweiz teil, wo er in beiden Spielen der Belgier gegen England (4:4 n. V.) und Italien (1:4) zum Einsatz kam.